# Hechinoschema
Hechinoschema is een kevergeslacht uit de familie van de boktorren (Cerambycidae). De wetenschappelijke naam van het geslacht werd voor het eerst geldig gepubliceerd in 1857 door Thomson.

## Soorten
Hechinoschema omvat de volgende soorten:
- Hechinoschema spinosa Thomson, 1857
- Hechinoschema vitalisi Pic, 1925